# Передеріївка
Передеріївка — колишнє село в Україні, розташоване в Миргородському районі Полтавської області. 
На 3-версній карті 1860-70-х рр. позначено як хутір Передріївський (Попівський). Станом на 1982 р. мало населення бл. 70 осіб.
Зняте з обліку рішенням Полтавської обласної ради 20 квітня 2007 року.